# Boris Lisunow
Boris Pawłowicz Lisunow (wł. Борис Павлович Писунов, ur. 1898, zm. 1946) – radziecki konstruktor samolotów i organizator produkcji samolotu Li-2.
Urodził się 19 sierpnia 1898 roku w guberni saratowskiej. W 1918 r. ukończył ośmioklasowe saratowskie gimnazjum nr 2, po czym studiował w Akademii im. Żukowskiego. Od 1926 roku służył w szwadronie „Ultimatum” jako inżynier-mechanik. Pracował jako główny inżynier Zakładów Lotniczych w Charkowie, a następnie Fabryki Samolotów nr 39. We wrześniu 1936 roku wysłany do USA na studia nad konstrukcją samolotów Douglas DC-3. Na podstawie decyzji Ludowego Komisariatu Przemysłu Lotniczego ZSRR nr 32 z 27 stycznia 1938 roku został mianowany dyrektorem technicznym Zakładów Lotniczych nr 84.
Zmarł 3 listopada 1946 roku.

## Odznaczenia
- Order Lenina
- Order Czerwonej Gwiazdy